# Вила-ду-Тору
Вила-ду-Тору (порт. Vila do Touro)  —  населённый пункт и район в Португалии,  входит в округ Гуарда. Является составной частью муниципалитета  Сабугал. По старому административному делению входил в провинцию Бейра-Алта. Входит в экономико-статистический  субрегион Бейра-Интериор-Норте, который входит в Центральный регион. Население составляет 299 человек на 2001 год. Занимает площадь 22,46 км².
Покровителем района считается Дева Мария (порт. Nossa Senhora da Assunção).